# Neurotoxine dérivée des éosinophiles
La neurotoxine dérivée des éosinophiles (EDN, pour Eosinophil-Derived Neurotoxin) est une enzyme de la famille des ribonucléases pancréatiques qui, chez l'homme, est encodée par le gène RNASE2, situé sur le chromosome 14. On la trouve dans les granulocytes éosinophiles. Elle est étroitement apparentée à la protéine cationique des éosinophiles (ECP) dont elle a divergé il y a une cinquantaine de millions d'années après la séparation entre singes de l'Ancien monde et du Nouveau monde. Elle est relativement neutre et possède des propriétés cytotoxiques. Elle est capable in vitro de réduire l'activité des virus à ARN monocaténaire grâce à son activité ribonucléase. Elle intervient également en attirant les cellules du système immunitaire.